# Ugo Luccichenti
Ugo Luccichenti (Isola del Liri, 28 marzo 1899 – Roma, 28 aprile 1976) è stato un ingegnere e architetto italiano.
Fratello maggiore dell’architetto Amedeo Luccichenti, fu attivo nell’edilizia residenziale del Novecento il suo lavoro contribuì a caratterizzare alcuni quartieri romani come i Parioli e la Balduina. È ritenuto un grande maestro del modernismo.

## Biografia
Ugo Luccichenti era figlio di Tito Luccichenti, originario di Grottaferrata e Cristina Andreotti. Il padre era dirigente di una cartiera a Isola Liri, ove nacquero anche gli altri successivi tre figli della coppia,  Giuseppe, Anna e Amedeo. I genitori tornarono successivamente a Grottaferrata ove Ugo e i fratelli trascorsero la loro adolescenza. 
Fu tra i ragazzi del '99 del secondo contigente venendo chiamato alle armi nel maggio 1917, poco dopo aver compiuto i 18 anni. Partecipò alla guerra con il grado di caporale maggiore di artiglieria. Dopo la guerra fu iscritto alla Regia Scuola di ingegneria di Roma, laureandosi il 27 novembre 1928.
Sposò Margherita Felici il 15 settembre 1938.
A partire dagli anni ’70 si dedicò esclusivamente all’attività di pittore, avevndo già iniziato a dipingere negli anni ’50 mentre coltivava l’amicizia con pittori come Mino Maccari, Antonio Donghi e Giuseppe Capogrossi. A Maccari è attribuita una filastrocca dedicata a Luccichenti citata da Maria Laura Rodotà:
«L’architetto Luccichenti gli italiani fa contenti con le scatole che ha rotte costruisce e se ne fotte».
Nel 1959 un giovane Paolo Portoghesi in un articolo per la rivista ‘’Comunità’’ lo definisce “professionista abile e dal mestiere sicuro”
È sepolto a Saturnia.

### Attività: gli anni ‘30
Iniziò la sua attività di ingegnere e architetto con lo Studio Rovelli di Genova, per poi avviare una proficua attività a Roma dove operò principalmente nella realizzazione di edifici d’abitazione a partire da metà degli anni ’30 fino a tutti gli anni ’60 trovando sempre un perfetto equilibrio compositivo che soddisfaceva sia la committenza sia la ricerca architettonica.
La prime opere di Ugo Luccichenti degne di nota sono una serie di quattro palazzine a via Panama a Roma in zona Parioli realizzate tra il 1934 e il 1936. Sono la palazzina al civico 20 caratterizzata dal rivestimento esterno in marmo verde al piano terra e dalle ampie finestrature d’angolo sui balconi. La palazzina con facciata concava al civico 120 e le due palazzine d’angolo dove su via Panama confluiscono via Lima e via Polonia, una con il fronte prospiciente la piazza concavo e l’altra convessa.
In questo periodo comincia a collaborare con la Società generale immobiliare per cui realizza la palazzina in via Giovanni Battista de Rossi 20 sempre in zona Nomentano che si caratterizza per la facciata su strada a logge con pilastri rivestiti in maiolica rossa  e l’ingresso carrabile per autoveicoli.
Significativa anche la coeva palazzina in via Giovanni da Procida 7 che si caratterizza per le finestre a oblò al piano terra e le finestre sulla facciata fronte strada raccolte in una cornice di travertino e intervallate da rivestimento a tessere in ceramiche grigie, elemento che come i rivestimenti in maiolica diventeranno caratteristici dei progetti postbellici.
Nello stesso periodo progetta due altri edifici residenziali ad alta densità abitativa entrambi in zona Flaminio: il cosiddetto palazzetto Papi su lungotevere Flaminio all’angolo con via dei Tadolini e l’edificio “Scatafassi” a via del Vignola.
Nel 1938 sottopone un progetto al concorso per la realizzazione del Palazzo della Civiltà Italiana previsto per l’Esposizione Universale del 1942. Il progetto di Luccichenti, con richiami al Colosseo si classifica quarto.  
Di questa fase dell’attività di Ugo Luccichenti l’opera più nota è la Palazzina Bornigia (dal committente Alfredo Bornigia, pilota automobilistico e concessionario Lancia) di Piazza delle Muse sempre ai Parioli e realizzata tra il 1938 e il 1940, caratterizzata dalla facciata marcata da pilastri a cortina e lunghe balconate sfinestrate sui balconi continui.

### Attività: il dopoguerra
Nel dopoguerra torna a lavorare sempre in zona Flaminio realizzando per l’Istituto per l'edilizia economica e popolare un edificio di 11 piani a via del Pinturicchio del 1948. L’anno successivo è la volta della palazzina "La nave" in via Fratelli Ruspoli ai Parioli. Il soprannome della palazzina deriva dalla forma del lotto edificabile, un trapezio con una marcata punta con angolo acuto che segue la strada: la forma del lotto viene assecondata da Luccichenti con dei balconi che ricalcano l’angolo acuto, formando una sorta di “prua”.
La palazzina “La nave”, come l’edificio di Belsito a Balduina dimostrano la volontà e la capacità di Luccichenti di garantire comunque una riflessione compositiva nelle sue architetture, pur nei limiti di un’edilizia intensiva e speculativa. 
Ironicamente si ricorda come Luccichenti avesse immaginato un “premio” per la committenza che non avesse interferito con il suo lavoro di progettista.
Nel 1952 Ugo Luccichenti torna a lavorare con la Società generale immobiliare impegnata in quel periodo a un’operazione di sviluppo immobiliare nella zona della Balduina a Monte Mario. Nel piano di zona la SGI aveva identificato due centralità: Belsito Nord, l’attuale piazzale delle Medaglie d’Oro e Belsito Sud, l’attuale piazza della Balduina. A Luccichenti è affidato Belsito Nord in cui realizza una delle sue opere più significative: il complesso residenziale di Belsito.
Luccichenti si confronta con un ampio dislivello stradale che compensa con una movimentata facciata che raccorda le diverse scale dell’edificio poste a quote via via diversa. Si alternano i vuoti della facciata in linea che resta arretrata rispetto ai cinque blocchi avanzati, caratterizzati caratterizzati dal colore dei balconi e dalla scala esterna di raccordo con l'attico. Ogni blocco caratterizzato dal fronte dei balconi e del corpo scala di un colore diverso, originariamente realizzato con tessere di mosaico e oggi sostituito da semplici pannellature colorate. Mentre per il resto della facciata le tessere di mosaico monocrome sono state mantenute. Altro elemento perduto i frangisole scorrevoli sui balconi. 
Ulteriore elemento caratteristico del complesso Belsito era il ristorante sopraelevato, il cui piano terra aperto fungeva da porticato d’ingresso al cinema. Il ristorante venne successivamente convertito in ufficio postale e il piano terra adibito a uffici con pareti vetrate, inizialmente su progetto dello stesso Luccichenti. L'ufficio postale è stato sottoposte a successive modifiche nel corso degli anni.
Poco distante dal complesso di Belsito il Villino Trionfale, ampiamente rimaneggiato negli anni, avendo realizzato delle abitazioni anche nel piano intermedio che fungeva da terrazza condominiale aperta.
Nello stesso periodo realizza l’edificio di abitazione di Viale Libia, tra le sue opere più celebri. Qui Luccichenti sfalsa di mezzo piano le abitazioni che si affacciano su viale Libia, raccordando le due metà della facciata con le finestrature delle scale. Altro elemento caratteristico le persiane scorrevoli degli appartamenti, che rimandano ai frangisole scorrevoli dei balconi dell’edificio di Belsito a Balduina.
Altro lavoro significativo del periodo è la palazzina di largo Spinelli ai Parioli, ritenuta una delle più belle palazzine moderne di Roma. 
Sempre per la Società generale immobiliare progetta la chiesa di San Clemente e la coppia di edifici antistanti che andranno a caratterizzare la zona di Viale val Padana, parallela di Via Conca d’Oro a Roma. Della chiesa venne realizzata solo la cripta, rimanendo incompiuta e venendo completata solo negli anni Novanta con un diverso progetto. Anche i due edifici presentavano un rivestimento della facciata a tessere di mosaico, che sopravvive solo nell'edificio a nord-est.
In questa fase la fiducia che intercorre tra la SGI e Ugo Lucchichenti è anche sul piano personale, tanto che Aldo Samaritani, dirigente della SGI, gli affida la realizzazione della sua villa alla Camilluccia, curiosamente posta in un lotto limitrofo alla villa Petacci precedentemente realizzata dal fratello Amedeo Luccichenti con Alberto Monaco.
Sempre la SGI collabora, tra il 1958 e il 1965, assieme  ad Adalberto Libera, M. Paniconi, G. Pediconi e G. Vaccaro alla definizione del nuovo quartiere di Casalpalocco. In questo ambito il nucleo di villini, tra cui quelli detti "tipo 3" dal caratteristico tetto di paglia, e significativa la fattoria sperimentale oggi trasformata in un supermercato.
Nel 1961 realizza in Via dei Monti Parioli il Villino Tondo, una ardita e splendida palazzina di forma circolare.  
La collaborazione con la Società Generale Immoboliare si interrompe in seguito al completamente del progetto dell’Hotel Cavalieri Hilton realizzato tra il 1961 e il 1963 sul belvedere di Monte Mario poco distante dalla chiesa della Madonna del Rosario. La costruzione dell’hotel 8 piani fuori terra e 3 interrati, in una zona parzialmente destinata a parco pubblico e belvedere innescò molte polemiche fin dalla fase iniziale del progetto avviata già nel 1954. A segnare l'avvio delle polemiche furono l'articolo di Antonio Cederna I vandali in casa. Un albergo in Paradiso
e la famosa campagna del settimanale L’Espresso con la copertina Capitale corrotta = nazione infetta dell’11 novembre 1955, dedicata alla speculazione edilizia a Roma. Negli anni successivi l’hotel di Monte Mario diventò via via il simbolo della speculazione edilizia a Roma
Le crescenti polemiche relative alla realizzazione dell’Hilton realizzato con E. Pifferi e A. Ressa segnarono nei primi anni Sessanta l’abbandono da parte di Ugo Luccichenti delle grandi operazioni immobiliari, e si limitò alla progettazione di alcune ville, inclusa quella di Saturnia per lui e la moglie.

## Opere
- Palazzina via Panama 22 a Roma;
- Palazzina via Panama 102 a Roma;
- Chiesa di Sant'Antonio Maria Zaccaria[9] con Adriano Prandi, 1933;
- Palazzina via Panama, angolo via Lima a Roma (1934-1936);
- Palazzina via Panama, angolo via Polonia[10] a Roma (1934-1936);
- Palazzina in via Giovanni Battista de Rossi 20[11] a Roma  (1938 -1939);
- Palazzina “De Cataldo”[4] in via Giovanni da Procida 7 a Roma (1938 -1940);
- Edificio Papi in lungotevere Flaminio 74 angolo via dei Tadolini a Roma (1938);
- Edificio Scatafassi a viale del Vignola a Roma angolo via Giovanni Vasari (1939 – 1941);
- Palazzina Bornigia[12] in piazza delle Muse a Roma (1938 - 1940);
- Edificio lotto II in via di Porta Angelica a Roma (1941).
- Palazzina in via Lisbona (1942-1943)
- Edificio in via del Pinturicchio 93 a Roma (1948)
- Palazzina “La nave” in via fratelli Ruspoli 10[13] a Roma (1949);
- Complesso residenziale Belsito a Roma (1950-1952);
- Palazzina "Cooperativa Dianola" in via Stefano Jacini, a Roma (1955-1957);
- Case in linea a via Prisciano (Belsito) a Roma (1951-1953);
- Centro di sperimentazione Ente Nazionale per la Cellulosa e la Carta, su via di Casalotti, 1953;
- Palazzina di via Archimede 185[14] a Roma (1953);
- Edificio residenziale intensivo in viale Libia a Roma (1953-1954);
- Villa Samaritani (o degli Olivi), Camilluccia, Roma (1953);
- Palazzina in via Marcello II, Roma (1953-1954);
- Palazzina di largo Spinelli a Roma [15](1954)
- Palazzina in via Selci in Sabina (1954-1955)
- Villa Tufaroli, Porto Santo Stefano [16] (1955)
- Edificio a Corso Francia (1955)
- Edifici intensivi a Largo Val Santerno – Via Val Padana (1954-1957)
- Progetto della Chiesa di San Clemente a Largo Val Santerno – Via Val Padana (1954-1957)
- Case in linea per l'INA-Casa nella provincia di Foggia (realizzate a Margherita di Savoia, Troia, Lucera, San Marco in Lamis) con Mario Manieri Elia, Manfredi Nicoletti ed altri (1956-1963);
- Ville Isole 9 e 10 (villino Tipo 3)[17], Casal Palocco (1959)
- Edificio polifunzionale, Casal Palocco (1956-1958);
- Villette a schiera "Le Vele", Casal Palocco ;
- Progetto per nuovo aeroporto di Fiumicino con Giuseppe Vaccaro, Dagoberto Orensi, Cesare Ligini e Pier Luigi Nervi (1957)
- Vaccheria modello, Casalpalocco (1958)
- Palazzina di via Tomasso Salvini (oggi via Giacinta Pezzana), Roma (1953-1954)
- Edificio per uffici Via Palestro (1962)
- Edificio in via Antonio Bertoloni
- Edificio residenziale di via Montello a Roma (1957-1958)
- Palazzina in via Tagliamento a Roma (1956-1959)
- Palazzina Cooperativa “Vera Spes”, via Giuseppe Rosso (1959)
- Palazzina Cooperativa Brunilde, via Tito Livio (1960)
- Villino in Via Proba Petronia angolo Via Appiano alla Balduina (1960);
- Palazzine in Via Proba Petronia angolo via Emilio Draconzio alla Balduina (1960);
- Villino tondo in Via dei Monti Parioli (1961);
- Hotel Michelangelo (1964)
- Hotel Rome Cavalieri (1955-1962)